# Петрівка (Затишанська селищна громада)
Петрі́вка — село в Україні, в Затишанській селищній територіальній громаді Роздільнянського району Одеської області. Населення становить 0 осіб.
До 17 липня 2020 року було підпорядковане Захарівському району, який був ліквідований.

## Населення
Згідно з переписом 1989 року населення села становило 40 осіб, з яких 22 чоловіки та 18 жінок.
За переписом населення 2001 року в селі мешкало 9 осіб. 100 % населення вказало своєю рідною мовою українську мову.
Незаселене з 2000-х років.